# Arènes romaines de Béziers
Pour les articles homonymes, voir Arènes de Béziers.
Les arènes de Béziers sont un amphithéâtre de la colonie romaine Colonia Vrbs Julia Septimanorum Baeterrae construit au Ier siècle de notre ère, sans plus de précision possible, au sud de la ville romaine de Baeterrae en Gaule narbonnaise (aujourd'hui Béziers, en Occitanie), près du théâtre antique, sur la colline Saint-Jacques.
Sur un site qui a déjà connu une occupation humaine quelques siècles avant sa construction, l'amphithéâtre semble abandonné à la fin du IIIe siècle. Au Moyen Âge, il sert de carrière de pierre et des fours de potiers sont installés dans ses maçonneries avant que, jusqu'au milieu du XXe siècle, des bâtiments ne prennent appui sur ses substructions. Dégagé et fouillé de 1987 à 2005, ses ruines sont partiellement aménagées en jardin public et inscrites comme monument historique en 2013.

## Localisation

Emprise de l'amphithéâtre dans un plan moderne de la ville.

L'amphithéâtre est édifié dans la partie méridionale de la ville antique. Il s'appuie, dans sa partie ouest, sur la colline Saint-Jacques. Dans la ville moderne, plusieurs odonymes témoignent de sa présence : rue des Anciennes Arènes, rue du Cirque— elles épousent la courbe de l'amphithéâtre au sud et au sud-est —, rue du Puits des Arènes. Cette dernière rue est d'ailleurs une portion de la voie Domitienne dans sa traversée de Béziers. Le parcellaire cadastral et les façades de certains immeubles soulignent l'emplacement de certains murs (annulaires ou rayonnants) de l'amphithéâtre.
Après les opérations de fouilles archéologiques et de réhabilitation du site de 1987 à 2005, un jardin public occupe une partie de l'arène et de la cavea.

## Description

### Dimensions et capacité
En l'absence de tout vestige en élévation les dimensions de l'amphithéâtre sont dans les premiers temps évaluées à partir de photographies aériennes, de plans cadastraux et de rares observations archéologiques. Elles sont très variables selon les auteurs. Pour Gérard Coulon (2006), elles sont de 86 × 70 m ; Monique Clavel-Lévêque (1970) les évalue à 103,60 × 74 m mais cite d'autres auteurs qui évoquent 105 × 75 m.
Les plus récentes observations, résultant d'une succession de campagnes d'études sur près de 20 ans accordent à l'amphithéâtre des dimensions de 108,3 × 88,6 m, pour une capacité maximale de 13 700 spectateurs.

### Architecture

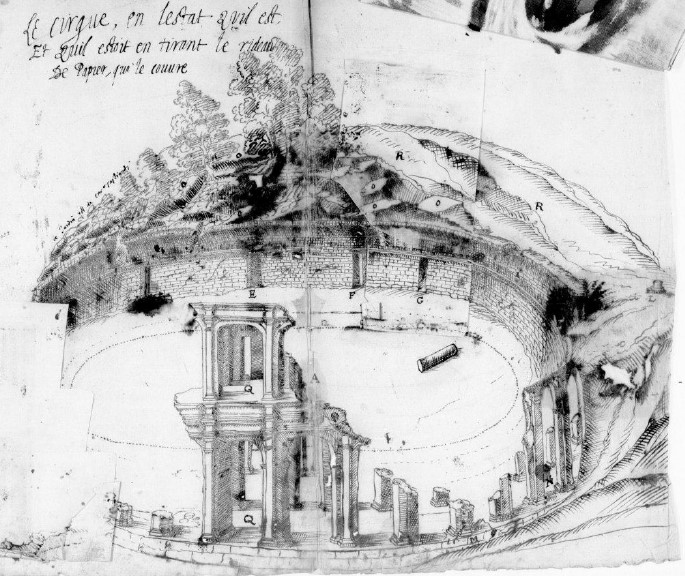
Les vestiges de l'amphithéâtre vers 1628.

Vers 1628, Anne (de) Rulman et Pierre Barral, deux architectes, publient un ouvrage sur les monuments antiques de la Gaule narbonnaise. Plusieurs planches sont consacrées à l'amphithéâtre de Béziers. L'une d'elles reproduit des vestiges du monument, et les récents travaux permettent de confirmer l'exactitude de ces dessins. La façade extérieure se présente sous forme d'une succession d'arcades, peut-être ouvertes, disposées sur deux étages, encadrées par des colonnes et des pilastres. Le monument peut ainsi atteindre une hauteur maximale de 17 m. L'amphithéâtre étant partiellement construit en appui sur une colline, il semble que certaines parties de ses gradins et du parement de sa façade aient été taillées dans le roc, permettant ainsi de faire une économie de maçonnerie.
Pour faciliter la circulation des spectateurs, une galerie annulaire large de 3,78 m fait le tour de la cavea au rez-de chaussée, à mi-distance de l'arène et de la façade. L'arène, pour sa part, est séparée des premiers rangs de gradins par un mur. Par contre, le nombre de gradins et la disposition des accès (vomitoires) restent largement inconnus. Un vomitoire semble toutefois s'ouvrir à chaque extrémité du grand axe de l'amphithéâtre.
Le monument semble principalement édifié en petit appareil de moellons calcaire, de plus grands blocs étant utilisés pour les fondations, la base de pilastres et les voûtes. À l'exception de quelques moulures, aucun décor sculpté n'a été retrouvé.

## Histoire et vestiges

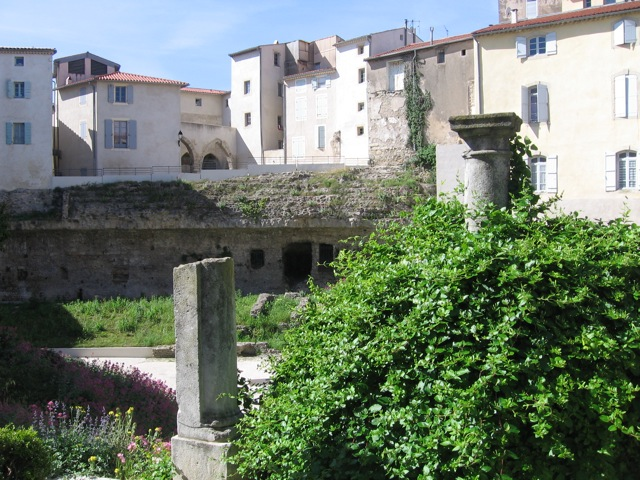
Arène et vestiges du couloir annulaire en arrière-plan.

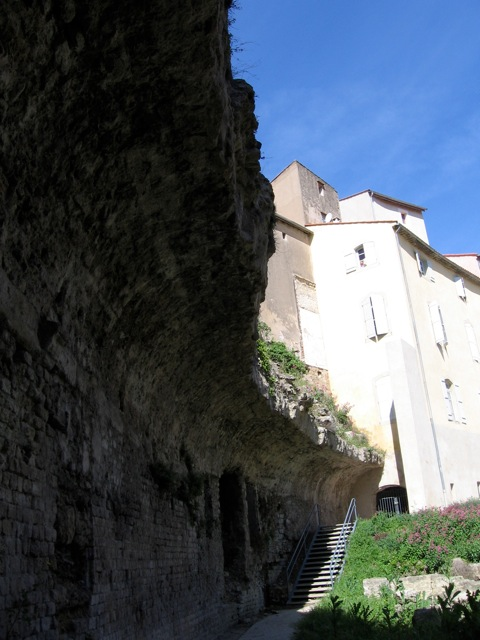
Vestiges du couloir annulaire.

Une occupation du site de l'amphithéâtre est attestée au Ve siècle av. J.-C. : des fragments de céramique, des déchets de cuisine, des traces d'habitation et de silos sont retrouvés sur place.
Le style architectural de l'amphithéâtre semble indiquer une date de construction assez précoce, probablement au cours du Ier siècle, début, ou fin selon les auteurs et il semble qu'aucun autre édifice antique, habitation ou autre, n'ait occupé les parages du monument. L'amphithéâtre paraît abandonné dès la fin du IIIe siècle.
L'édifice sert au Moyen Âge de carrière de pierres, notamment pour l’église Saint-Jacques dont la première campagne de construction date du XIIe siècle. À la même époque,  des activités artisanales sont avérées sur les ruines de l'amphithéâtre : des fours de potier sont creusés dans ses murs. Plus tard, et jusqu'aux années 1970, les structures de l'amphithéâtre (mur de façade, galerie annulaire) semblent servir progressivement de soubassement à des constructions, après que le sol a été rehaussé,. Une ruelle médiévale reprend le tracé de l'un des vomitoires.
Il bénéficie d'une vaste campagne de fouilles et de réhabilitation de 1987 à 2005, campagne qui permet de mettre au jour de nombreux vestiges (gradins, vomitoires, galerie de circulation annulaire, colonnes...) qui sont désormais accessibles au public dans un jardin municipal.
Les vestiges de l'ancien amphithéâtre romain de Béziers sont inscrits au titre des monuments historiques par arrêté du 16 mai 2013.